# Dynodorcus curvidens binodulosus
Dynodorcus curvidens binodulosus es una subespecie de coleóptero de la familia Lucanidae.

## Distribución geográfica
Habita en Corea Japón.